# Taylorella
Taylorella es un género de bacterias gramnegativas de la familia Alcaligenaceae. Fue descrito en el año 1984. Su etimología hace referencia al científico C. E. Taylor. Son bacterias microaerófilas e inmóviles. Se encuentran en el tracto uretral y genital de equinos. Sólo la especie T. equigenitalis es patógena en equinos y causante de metritis infecciosa.

## Taxonomía
Actualmente existen 2 especies descritas:
- Taylorella asinigenitalis
- Taylorella equigenitalis